# At My Piano
At My Piano è il dodicesimo album in studio del musicista statunitense Brian Wilson, pubblicato il 19 novembre 2021 con l’etichetta Decca Records.
L’album consiste in brani esclusivamente strumentali suonati al pianoforte dei più grandi successi dell’artista.

## Tracce
| Numero traccia | Titolo                             | Durata |
| -------------- | ---------------------------------- | ------ |
| 1.             | God Only Knows                     | 3:49   |
| 2.             | In My Room                         | 3:07   |
| 3.             | Don't Worry Baby                   | 3:39   |
| 4.             | California Girls                   | 3:16   |
| 5.             | The Warmth of the Sun              | 3:27   |
| 6.             | Wouldn't It Be Nice                | 2:56   |
| 7.             | You Still Believe in Me            | 2:33   |
| 8.             | I Just Wasn't Made for These Times | 3:49   |
| 9.             | Sketches of Smile                  | 3:39   |
| 10.            | Surf's Up                          | 4:05   |
| 11.            | Friends                            | 3:18   |
| 12.            | 'Til I Die                         | 2:14   |
| 13.            | Love and Mercy                     | 2:42   |
| 14.            | Mt Vernon Farewell                 | 1:14   |
| 15.            | Good Vibrations                    | 4:16   |

## Accoglienza
| Recensione          | Giudizio |
| ------------------- | -------- |
| AllMusic            |          |
| American Songwriter | [ 4 ]    |
| Pitchfork           | 5.0/10   |
| Under the Radar     | [ 6 ]    |

L'album alla sua uscita ha ricevuto generalmente recensioni generalmente positive.